# الفرقة المدرعة الأولى (سوريا)
الفرقة المدرعة الأولى هي فرقة مدرعة من الجيش العربي السوري. تأسست قبل عام 1973 وهي جزء من الفيلق الثاني.

## هيكل القيادة
الفرقة الميكانيكية الأولى (2019)
- اللواء 61 مدرع
- اللواء 91 مدرع
- اللواء 153 مدرع
- اللواء 57 الميكانيكي
- اللواء 58 الميكانيكي
- اللواء 68 الميكانيكي
- اللواء 171 مشاة
- فوج المدفعية 141
- الفوج 167 المضاد للدبابات

## التاريخ القتالي

### حرب يوم الغفران
أثناء هجوم الجيش السوري على مرتفعات الجولان التي تسيطر عليها إسرائيل خلال حرب يوم الغفران عام 1973، بقيت الفرقة الأولى في الاحتياط حتى قيام الجيش السوري باختراق خط المواجهة. ثم في مساء اليوم الأول للمعركة، 6 أكتوبر، ارسلت الفرقة للأمام لمتابعة نجاح الفرقة الخامسة في الجزء الجنوبي من خط المواجهة. يكتب دونستان أنه في مساء اليوم التالي، قام قائد الفرقة العقيد توفيق الجهني بإنشاء مجمع إمداد وعمليات في منطقة الخشنية. وخلال اليومين التاليين، قاتلت عناصر الفرقة على طول الحد السوري في جنوب الجولان، وشاركت في المعارك حول نفاش والخشنية والمنطقة المحيطة بالعال. في 10 أكتوبر، انسحبت آخر فلول الفرقة أخيرًا مع عناصر أخرى من الجيش السوري بعد قتال عنيف ضد الإسرائيليين.

## حرب لبنان 1982
عند اندلاع حرب لبنان، تمركزت الفرقة بأكملها في سهل البقاع. وكانت تتألف حينها من اللواء 91 مدرع، واللواء 76 مدرع، واللواء 58 ميكانيكي. يحتوي كل لواء مدرع على حوالي 160 دبابة، ويتكون اللواء الميكانيكي من حوالي 40 دبابة، وهو ما يصل إلى إجمالي فرقة بقوة تبلغ حوالي 360 دبابة (عادةً T-62). وبالإضافة إلى هذه الوحدات، كان فوج الكوماندوز العشرين تحت قيادة الفرقة. والذي كان يستخدم في المقام الأول في الدور المضاد للدبابات .[بحاجة لمصدر][ بحاجة لمصدر ] وقع الاشتباك الأول بين القوات السورية والقوات الإسرائيلية بالقرب من بلدة جزين في الجزء الجنوبي من الوادي. ولحماية البلدة من تقدم القوات الإسرائيلية، ارسلت وحدات مشاة وعناصر من اللواء 76 مدرع. وفي المعركة التي تلت ذلك احتل الإسرائيلي المدينة.
بعد أيام قليلة، قاتلت الفرقة مرة أخرى الجيش الإسرائيلي، التي هاجمت الفرقة في 11 يونيو 1982، في معركة السلطان يعقوب. خلال هذه المعركة كان اللواءان 91 و 76 في الصف بينما بقي اللواء 58 في الاحتياط. في الوقت نفسه بدأت قوات الفرقة المدرعة الثالثة بالتحرك جنوبا على طول وادي البقاع للمساعدة في التصدي للهجوم الإسرائيلي. أخيرًا، بعد قتال عنيف، نجحت الفرقة في صد القوات الإسرائيلية واستمرت في الاحتفاظ بالسيطرة على الجزء الشرقي من خط بيروت- دمشق. ورغم الخسائر التي مني بها السوريون، إلا أن هذه المعركة تعتبر نجاحاً كبيراً لأن الجهد الإسرائيلي تم كبحه.

## القرن ال 21
وكانت الفرقة تابعة للفيلق الثاني ومقره مدينة الزبداني شمال غرب دمشق على الحدود اللبنانية. ويتولى الفيلق المسؤولية عن كامل المنطقة الواقعة شمال دمشق حتى حمص بما في ذلك لبنان. وتمركزت قوات الفيلق في لبنان خلال الوجود السوري هناك الذي استمر من عام 1976 إلى عام 2005. وتتمركز قيادة الفرقة الأولى حاليا في قاعدة الكسوة جنوب دمشق.
في عام 2001، وفقًا لريتشارد بينيت، كانت الفرقة مكونة من ثلاثة ألوية، اللواء 44 مدرع، واللواء 46 مدرع، واللواء 42 مبكانيكي.

## الحرب الأهلية السورية
وبحسب هوليداي، بحلول بداية عام 2012، كانت الفرقة تتألف من الألوية المدرعة 76 و91 و153، واللواء الميكانيكي 58، وفوج مدفعية. بين فبراير وأبريل 2012، شكل اللواء 76 مدرع. وأجرت سلسلة من عمليات التطهير في ريف محافظة إدلب.
وفقًا لجريجوري ووترز، في الفترة من 2017 إلى 2018 تقريبًا، كانت تتكون الفرقة من الألوية 57 و58 و61 و68 و91 و171، بالإضافة إلى المدفعية والوحدات الأصغر، مع وجود اللواءين 58 و91 فقط قبل عام 2011.
فقدت ألوية الفرقة (57، 76، دبابات 91 و58 ميكانيكية) ما بين 40% إلى 65% من معداتها الثقيلة (مثل الدبابات والمركبات المدرعة). وفي منتصف عام 2018، أشارت التقارير إلى أنه بجري إعادة تنظيم وبناء الفرقة تحت إشراف روسي.